# Докси (Чешка Липа)
Докси (чеш. Doksy) град је у Чешкој Републици. Град се налази у управној јединици Либеречки крај, у оквиру којег припада округу Чешка Липа.

## Становништво
Према подацима о броју становника из 2014. године град је имао 5.199 становника.